# Grand Prix automobile de Malaisie 2013
GP précédent GP suivant
Le Grand Prix automobile de Malaisie 2013 (2013 Formula 1 Petronas Malaysia Grand Prix), disputé le 24 mars 2013 sur le circuit international de Sepang à Sepang, est la 880e épreuve du championnat du monde de Formule 1 courue depuis 1950 et la seconde manche du championnat 2013.
Les qualifications se déroulent entre les gouttes et, en toute fin de session, alors que les conditions de piste s'améliorent, Sebastian Vettel réalise la trente-huitième pole position de sa carrière. Il est accompagné en première ligne par Felipe Massa, suivi par Fernando Alonso et Lewis Hamilton qui ont tous amélioré leurs temps sous le drapeau à damier signifiant la fin de la séance. 
Le dimanche, le départ de la course est également donné sur une piste mouillée et les pilotes s'élancent en pneus intermédiaires. Alonso, qui prend un bon départ, se retrouve derrière la Red Bull de Vettel au premier freinage et la percute, abîmant son aileron avant, qui racle le sol. Décision est alors prise de ne pas s'arrêter au stand pour changer de museau à la fin du premier tour. Dans la foulée, la pièce casse définitivement et se coince sous la monoplace rouge, provoquant l'abandon de l'Espagnol. 
Au gré des arrêts au stand et du passage progressif de tous les pilotes en pneus pour piste sèche, Mark Webber prend la tête de la course. Vettel se faisant pressant derrière son coéquipier, le stand donne la consigne de geler les positions et de modifier la cartographie moteur pour limiter les régimes et assurer le doublé. Pourtant, le triple champion du monde attaque son coéquipier et le dépasse au quarante-sixième tour. Vettel s'impose et remporte sa vingt-septième victoire en Formule 1, rejoignant Jackie Stewart au sixième rang du palmarès des vainqueurs de Grand Prix. 
Pour le onzième doublé, depuis 2009, de Red Bull Racing, l'ambiance sur le podium est glaciale. Lewis Hamilton et Nico Rosberg, les deux coéquipiers Mercedes ont, en revanche, respecté la consigne de leur stand et terminent respectivement troisième et quatrième, Rosberg, bien que plus rapide en fin de course, n'ayant pas attaqué son partenaire. Felipe Massa, Romain Grosjean, Kimi Räikkönen, Nico Hülkenberg, Sergio Pérez (auteur du meilleur tour en course au cinquante-sixième passage) et Jean-Éric Vergne suivent pour les points. 
À l'issue de l'épreuve, Vettel prend la tête du championnat avec 40 points et devance Räikkönen (31 points) et Webber (26 points) ; suivent Hamilton (25 points), Massa (22 points) et Alonso (18 points). Au championnat du monde des constructeurs, Red Bull Racing possède 66 points et devance Lotus F1 Team (40 points) et Ferrari (40 points également) ; suivent Mercedes (37 points), Force India (10 points), Sauber et McLaren (4 points) et Toro Rosso (1 point). Huit des onze écuries engagées au championnat ont marqué des points, Caterham, Marussia et Williams n'en ayant pas encore inscrit.

## Essais libres

### Première séance, le vendredi de 10 h à 11 h 30
| Pos. | Pilote           | Voiture              | Chrono         | Écart     |
| ---- | ---------------- | -------------------- | -------------- | --------- |
| 1    | Mark Webber      | Red Bull-Renault     | 1 min 36 s 935 |           |
| 2    | Kimi Räikkönen   | Lotus-Renault        | 1 min 37 s 003 | + 0 s 068 |
| 3    | Sebastian Vettel | Red Bull-Renault     | 1 min 37 s 104 | + 0 s 169 |
| 4    | Fernando Alonso  | Ferrari              | 1 min 37 s 319 | + 0 s 384 |
| 5    | Nico Rosberg     | Mercedes             | 1 min 37 s 588 | + 0 s 653 |
| 6    | Adrian Sutil     | Force India-Mercedes | 1 min 37 s 769 | + 0 s 834 |

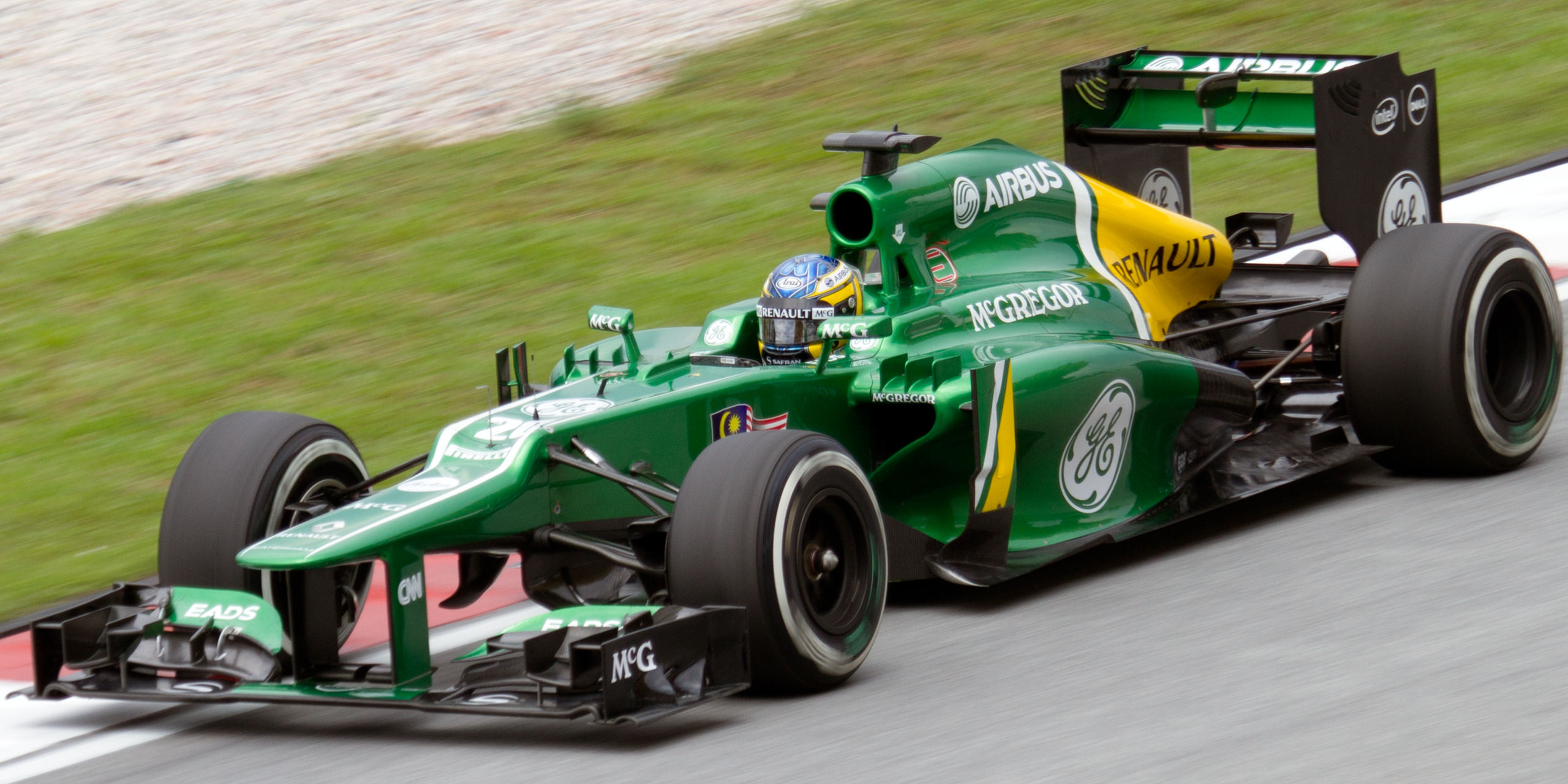
Charles Pic lors de la première séance d'essais libres.

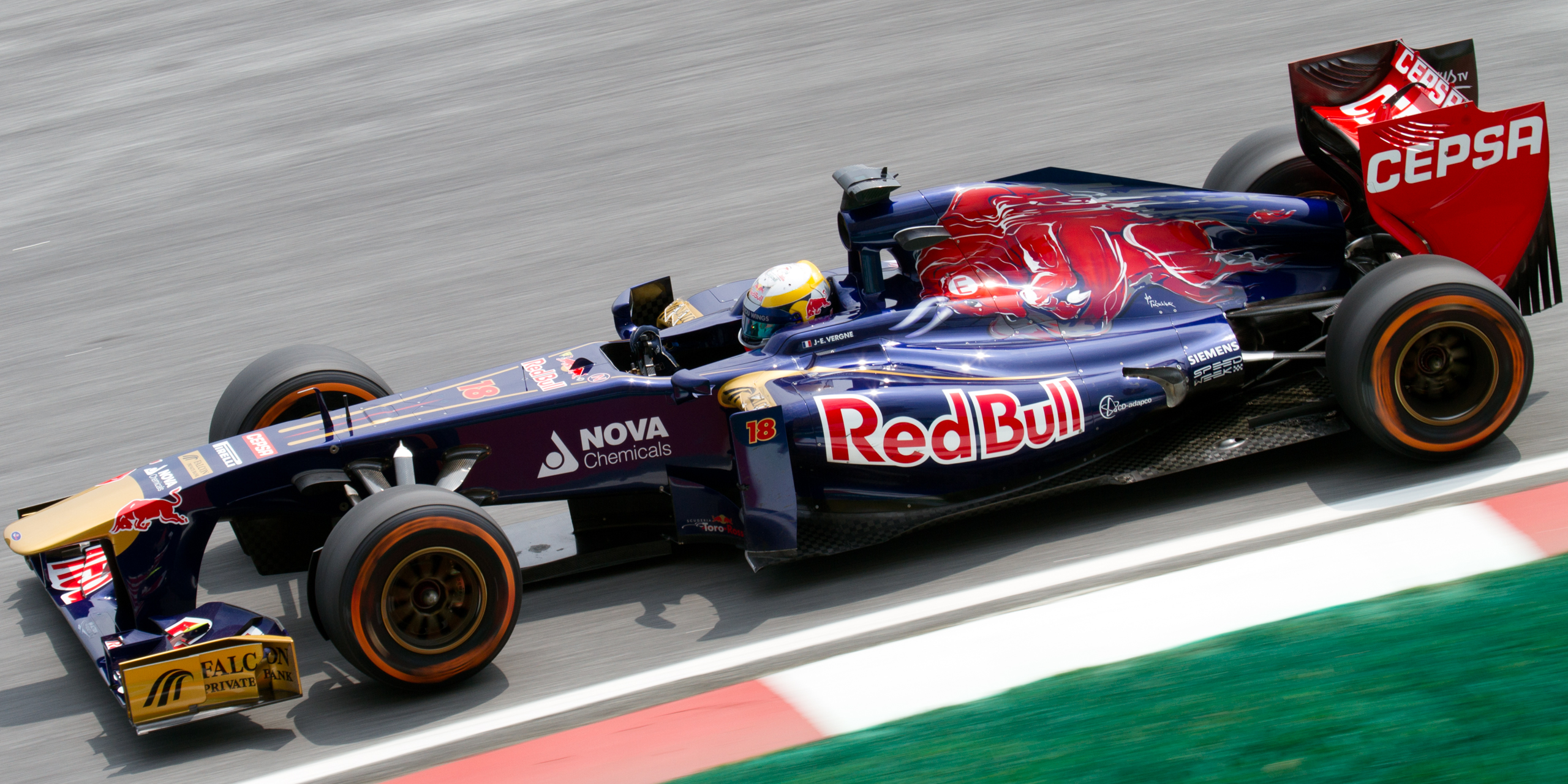
Jean-Éric Vergne lors de la première séance d'essais libres.

La température ambiante est de 30 °C et la piste est à 33 °C au départ de la première séance d'essais libres du Grand Prix de Malaisie. Comme lors du Grand Prix précédent, en Australie, Daniel Ricciardo est le premier pilote en piste au volant de sa Toro Rosso, rejoint par son coéquipier Jean-Éric Vergne, Charles Pic et Kimi Räikkönen. Après sept minutes, tout le plateau, sauf Mark Webber a effectué son tour d'installation,,.
Après une demi-heure, Max Chilton réalise le premier temps de référence en 1 min 42 s 513 et l'améliore en 1 min 41 s 845 puis 1 min 41 s 513. Sergio Pérez améliore en deux temps (1 min 39 s 653 puis 1 min 38 s 830), Lewis Hamilton tourne en 1 min 38 s 113 et Romain Grosjean en 1 min 37 s 915,,.
Hamilton repasse en tête en 1 min 37 s 840 mais doit s'effacer derrière son coéquipier Nico Rosberg (1 min 37 s 588). Après cinquante minutes, Webber passe en tête (1 min 37 s 075 puis 1 min 36 s 935) et Sebastian Vettel prend la seconde position alors que Räikkönen, à cause d'une batterie de SREC défaillante, n'a toujours pas effectué le moindre tour chronométré. À trente minutes du terme, le Finlandais s'élance enfin et s'empare immédiatement du second temps à 68 millièmes de seconde de Webber,,. 
Adrian Sutil endommage son aileron avant en escaladant le vibreur du virage no 15, ce qui ne l'empêche pas de tourner plus vite que son coéquipier Paul di Resta. Mark Webber conserve le meilleur temps jusqu'au drapeau à damier et précède Räikkönen et Vettel,,.

### Deuxième séance, le vendredi de 14 h à 15 h 30
| Pos. | Pilote           | Voiture          | Chrono         | Écart     |
| ---- | ---------------- | ---------------- | -------------- | --------- |
| 1    | Kimi Räikkönen   | Lotus-Renault    | 1 min 36 s 569 |           |
| 2    | Sebastian Vettel | Red Bull-Renault | 1 min 36 s 588 | + 0 s 019 |
| 3    | Felipe Massa     | Ferrari          | 1 min 36 s 661 | + 0 s 092 |
| 4    | Fernando Alonso  | Ferrari          | 1 min 36 s 985 | + 0 s 416 |
| 5    | Mark Webber      | Red Bull-Renault | 1 min 37 s 026 | + 0 s 457 |
| 6    | Romain Grosjean  | Lotus-Renault    | 1 min 37 s 206 | + 0 s 637 |

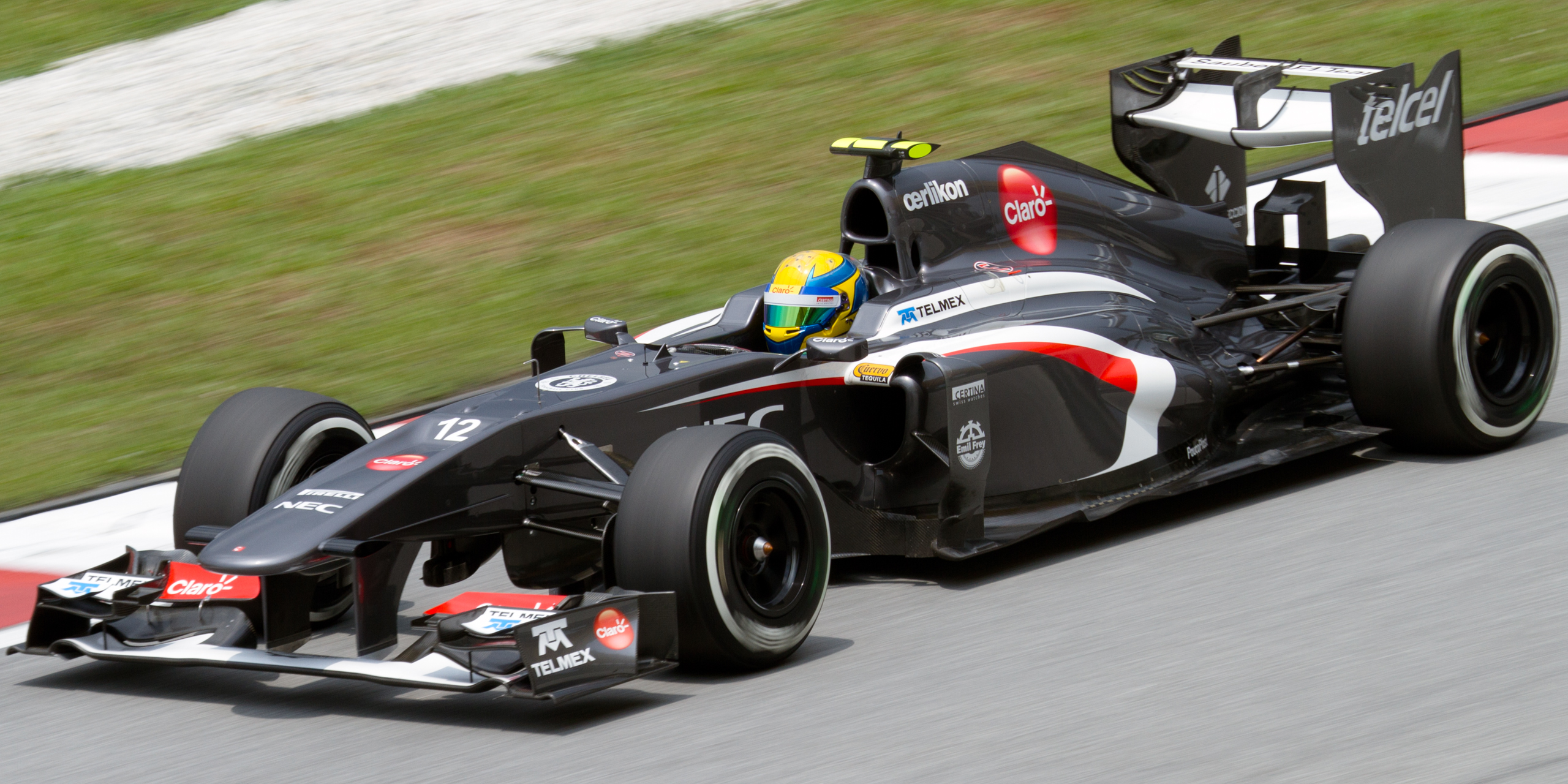
Esteban Gutiérrez lors de la deuxième séance d'essais libres.

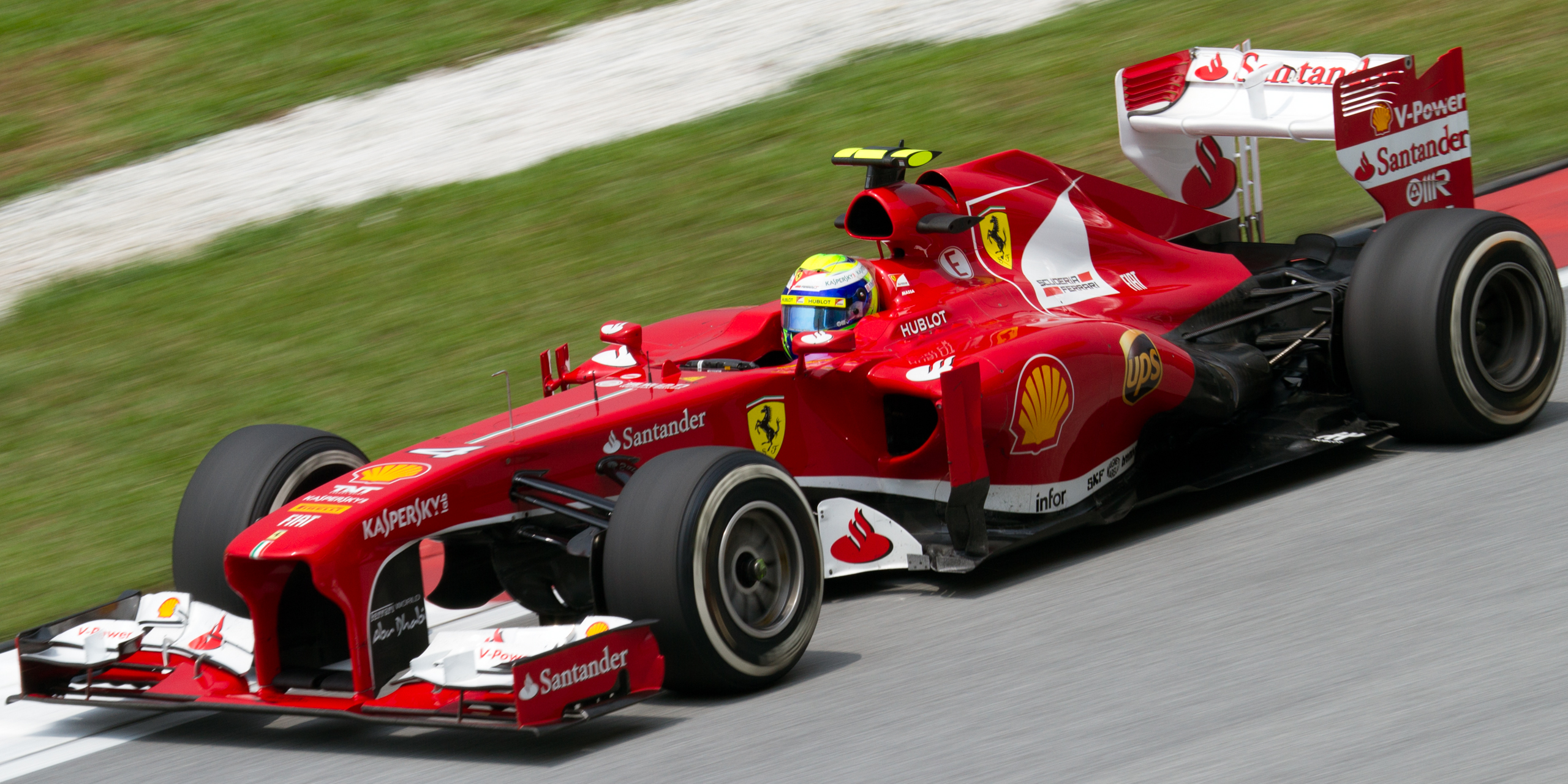
Felipe Massa lors de la deuxième séance d'essais libres.

La température ambiante est de 32 °C et la piste est à 40 °C au départ de la deuxième séance d'essais libres. Les pilotes s'élancent immédiatement en piste car le ciel est très menaçant. Après seulement quatre minutes, Fernando Alonso établit le temps de référence en 1 min 37 s 383. Kimi Räikkönen améliore en deux temps (1 min 37 s 302 puis 1 min 37 s 042) mais son coéquipier Felipe Massa fait encore mieux en 1 min 36 s 661,,.
Sebastian Vettel tourne ensuite en 1 min 36 s 588 puis cède le commandement à Räikkönen (1 min 36 s 569) juste avant que la pluie ne se mette à tomber progressivement sur le circuit. À 45 minutes du terme, Kimi Räikkönen est en tête devant Vettel, Massa et Alonso, les deux pilotes Ferrari étant constamment les plus rapides sous la pluie,,.
Pendant le plus fort de l'averse, certains pilotes chaussent des pneus « pleine pluie » mais ils se révèlent moins efficaces que les pneus intermédiaires. En fin de session, certains reprennent la piste en pneus pour le sec car la pluie s'est arrêtée et la piste sèche très vite. Toutefois, aucun ne réussit à battre les temps déjà établis,,.

### Troisième séance, le samedi de 13 h à 14 h
| Pos. | Pilote           | Voiture              | Chrono         | Écart     |
| ---- | ---------------- | -------------------- | -------------- | --------- |
| 1    | Sebastian Vettel | Red Bull-Renault     | 1 min 36 s 435 |           |
| 2    | Lewis Hamilton   | Mercedes             | 1 min 36 s 568 | + 0 s 133 |
| 3    | Adrian Sutil     | Force India-Mercedes | 1 min 36 s 588 | + 0 s 153 |
| 4    | Mark Webber      | Red Bull-Renault     | 1 min 36 s 613 | + 0 s 178 |
| 5    | Kimi Räikkönen   | Lotus-Renault        | 1 min 36 s 806 | + 0 s 371 |
| 6    | Paul Di Resta    | Force India-Mercedes | 1 min 36 s 807 | + 0 s 372 |

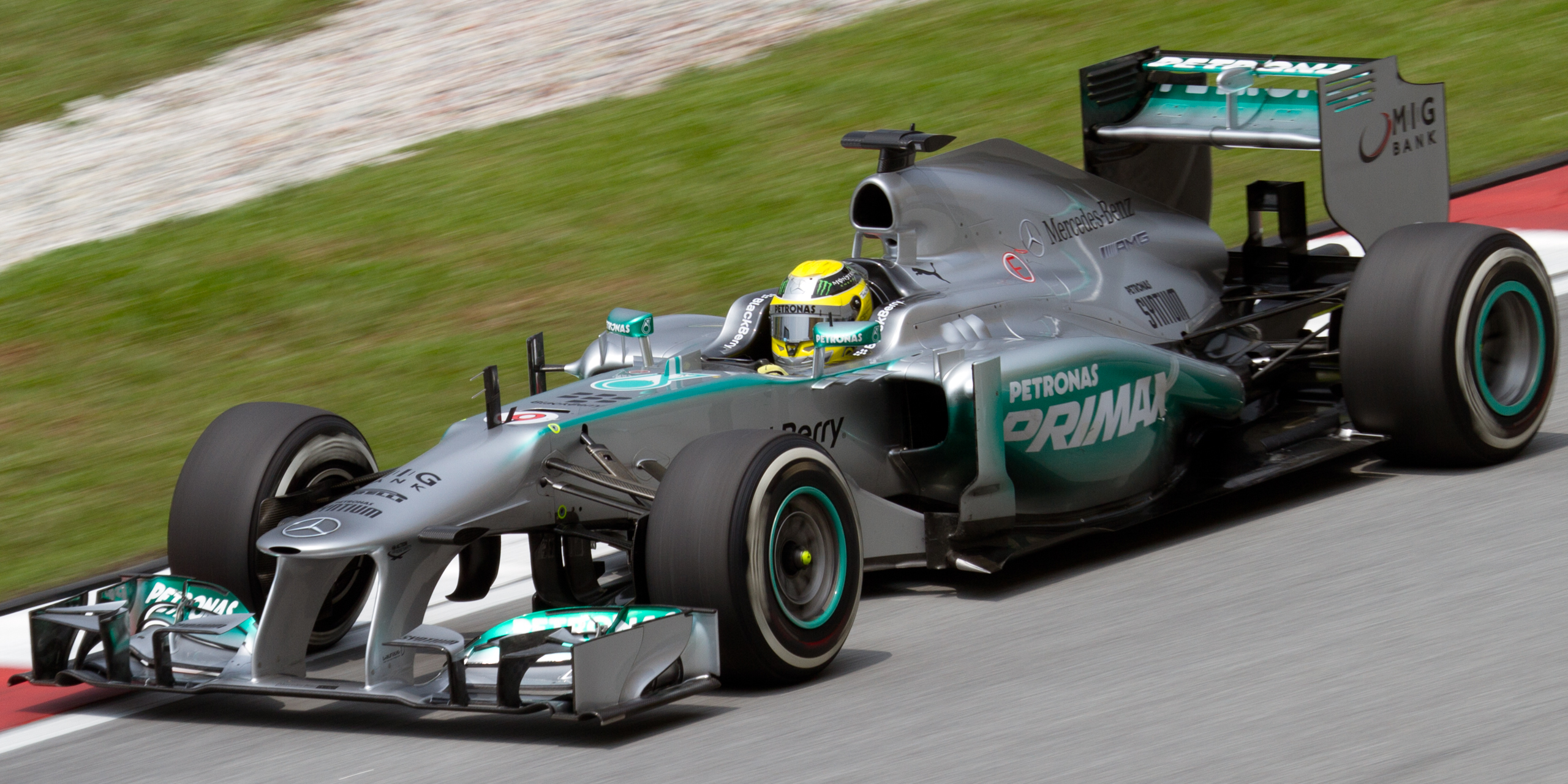
Nico Rosberg en essais libres en Malaisie.

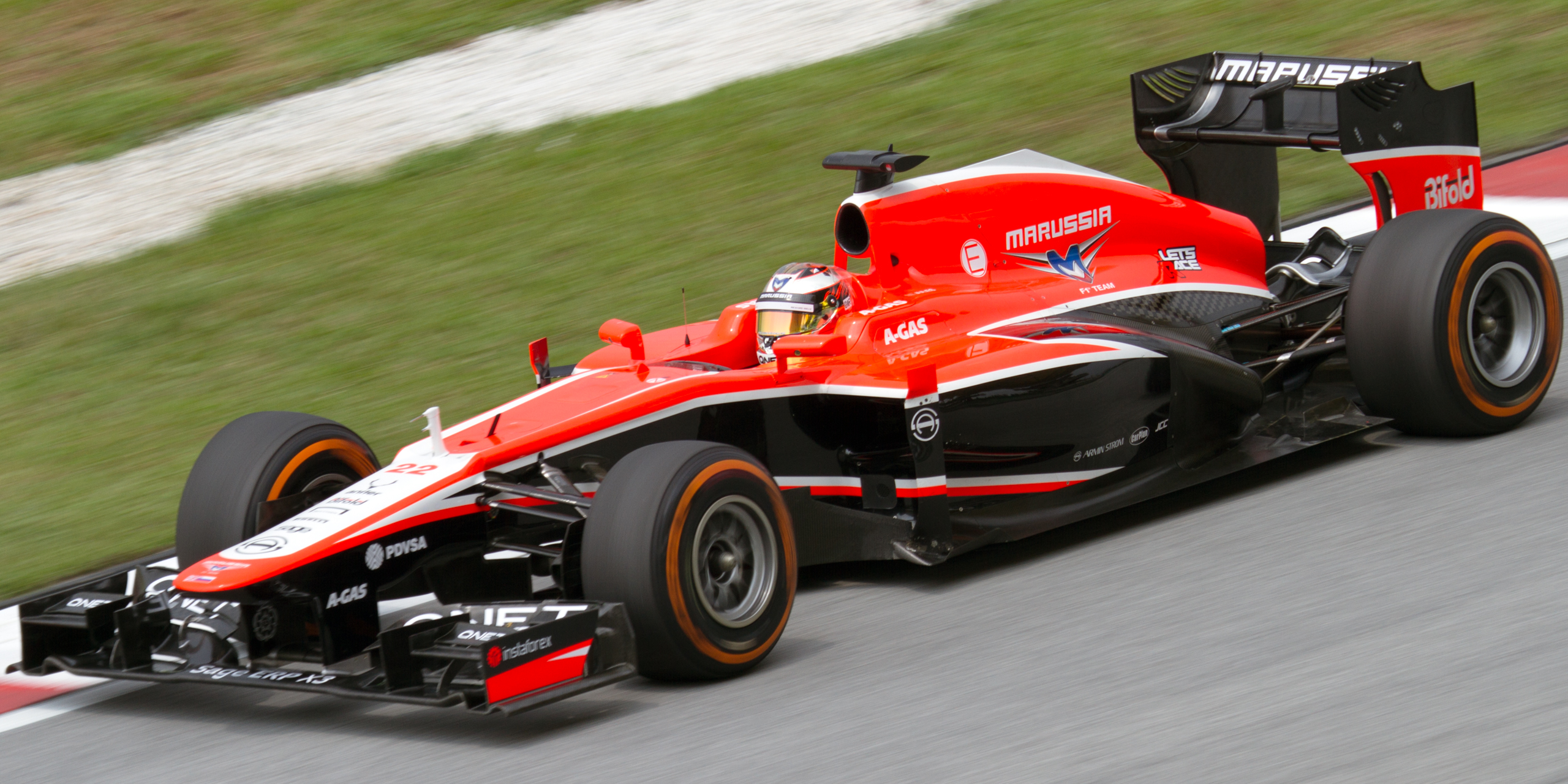
Jules Bianchi en essais libres sur la Marussia MR02 en Malaisie.

La dernière séance d’essais libres du Grand Prix débute sous une forte chaleur avec 32 °C dans l'air et 42 °C sur la piste. Dès l'ouverture de la session, tous les pilotes prennent la piste pour effectuer un premier tour d'installation car ils ont perdu de précieuses minutes de réglage la veille à cause d'une averse,,.
Kimi Räikkönen fixe le temps de référence en 1 min 38 s 474 mais son temps est rapidement battu par Nico Rosberg (1 min 38 s 218 puis 1 min 37" s 916) et son coéquipier Lewis Hamilton (1 min 37 s 527). Le Britannique devance alors Adrian Sutil de 14 millièmes de secondes et Räikkönen de 74 millièmes,,.
Au bout de quarante minutes, certains chaussent leurs pneus tendres pour se hisser en haut de la feuille des temps, les leaders attendant un quart d'heure de plus pour les imiter. Ainsi chaussé, Nico Rosberg se replace en tête du classement en 1 min 36 s 949, temps ensuite amélioré par Hamilton en 1 min 36 s 568 puis par Sebastian Vettel (1 min 36 s 435) à quelques instants de la fin de la séance. Il devance Hamilton, Sutil, Mark Webber, Raïkkonen, Paul di Resta, Jenson Button et Felipe Massa. Rosberg et Fernando Alonso complètent le top 10,,.

## Séances de qualifications

### Résultats des qualifications

#### Session Q1

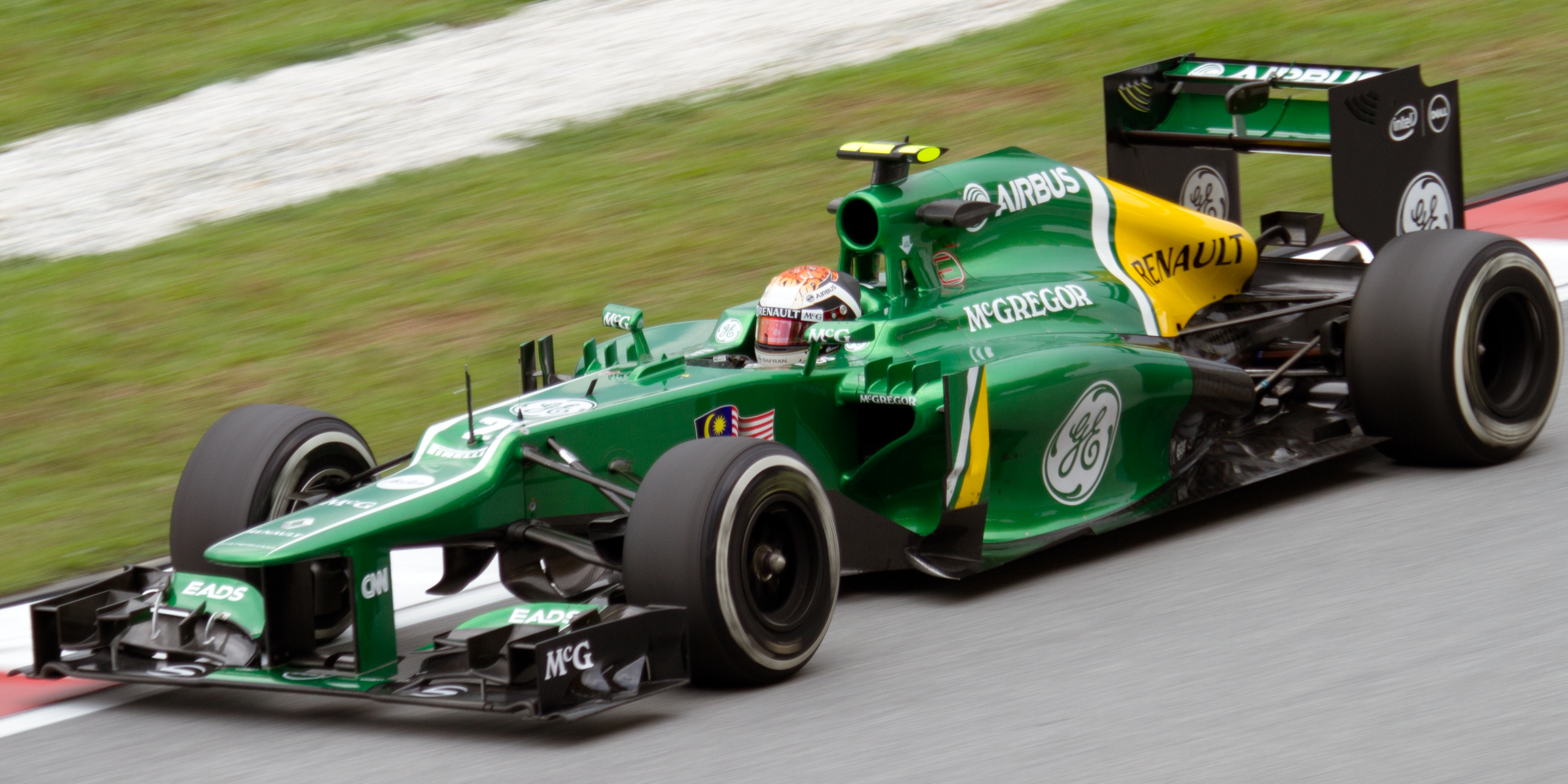
Giedo Van der Garde est éliminé à l'issue de cette séance.

La température est de 32 °C dans l'air et la piste est à 40 °C au départ de la première partie de la séance qualificative du Grand Prix, la piste est sèche et le soleil brille dans le ciel. Les conditions d'adhérence sont idéales en piste, les pilotes de GP2 Series ayant nettoyé la piste,,. 
Les premiers pilotes s'élancent rapidement en piste, certains chaussés en pneus durs, d'autres en pneus tendres mais nombreux sont ceux qui attendent une légère baisse de la température ambiante avant de prendre la piste. Valtteri Bottas fixe le temps de référence en 1 min 38 s 376, temps amélioré par Nico Rosberg en 1 min 37 s 239 qui devance alors Fernando Alonso et Lewis Hamilton,,. 
À dix minutes de la fin de session, Adrian Sutil améliore en 1 min 36 s 809 et Kimi Räikkönen prend le deuxième temps à un dixième de seconde. Aucun pilote ne parvient finalement à faire mieux que l'Allemand sur sa Force India,,. 
Les six pilotes éliminés sont Giedo van der Garde, Charles Pic, Max Chilton, Jules Bianchi, Valtteri Bottas et Jean-Éric Vergne,,.

#### Session Q2

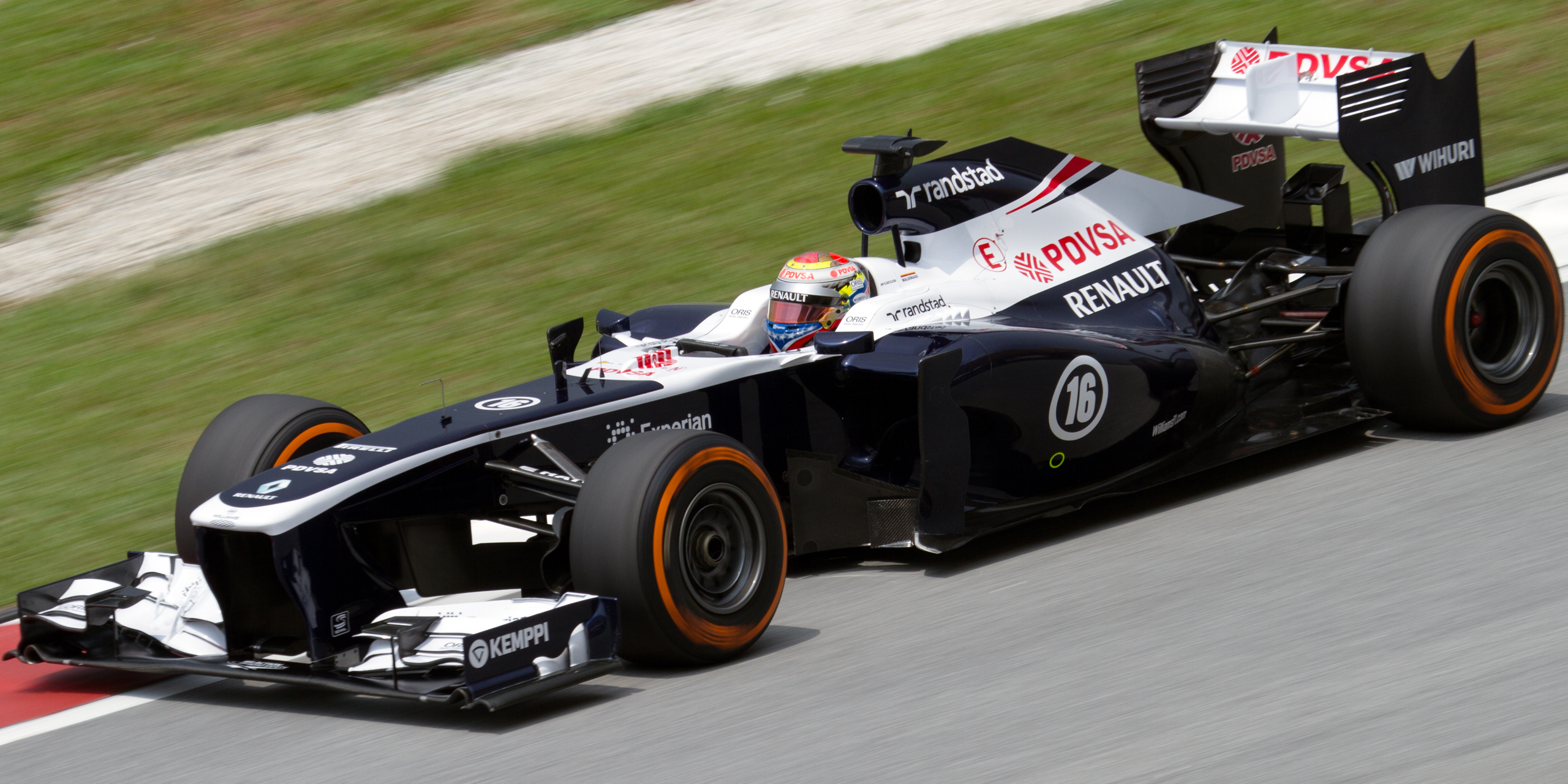
Pastor Maldonado est éliminé à l'issue de cette séance.

La température est de 32 °C dans l'air et la piste est à 41 °C au départ de la deuxième partie de la séance qualificative du Grand Prix. Plusieurs équipes de pointe espèrent n'avoir à faire qu'un seul tour lancé pour se qualifier pour la troisième partie, notamment Red Bull Racing, en difficulté lors de la première session. Les pilotes choisissent pour la plupart de chausser les pneus « medium »,,. 
Adrian Sutil réalise un premier tour lancé en 1 min 36 s 834, proche de son meilleur temps en Q1. Les deux Mercedes Grand Prix de Nico Rosberg et Lewis Hamilton (1 min 36 s 190) améliorent toutefois cette performance alors que la pluie s'annonce dans les virages no 5 et no 6 et dans la dernière courbe du circuit,,.  
Mark Webber est enfin dans le bon rythme et passe en seconde position quand Paul di Resta, quinzième, piégé par la pluie, effectue deux sorties de piste. L'intensité de la pluie augmente et aucun pilote ne réussit à améliorer son temps dans les cinq dernières minutes,,.  
Pastor Maldonado, un des rares pilotes en pneus durs, ne passe pas en Q3, les autres éliminés étant di Resta, Esteban Gutiérrez, Daniel Ricciardo, Nico Hülkenberg et Romain Grosjean,,.

#### Session Q3

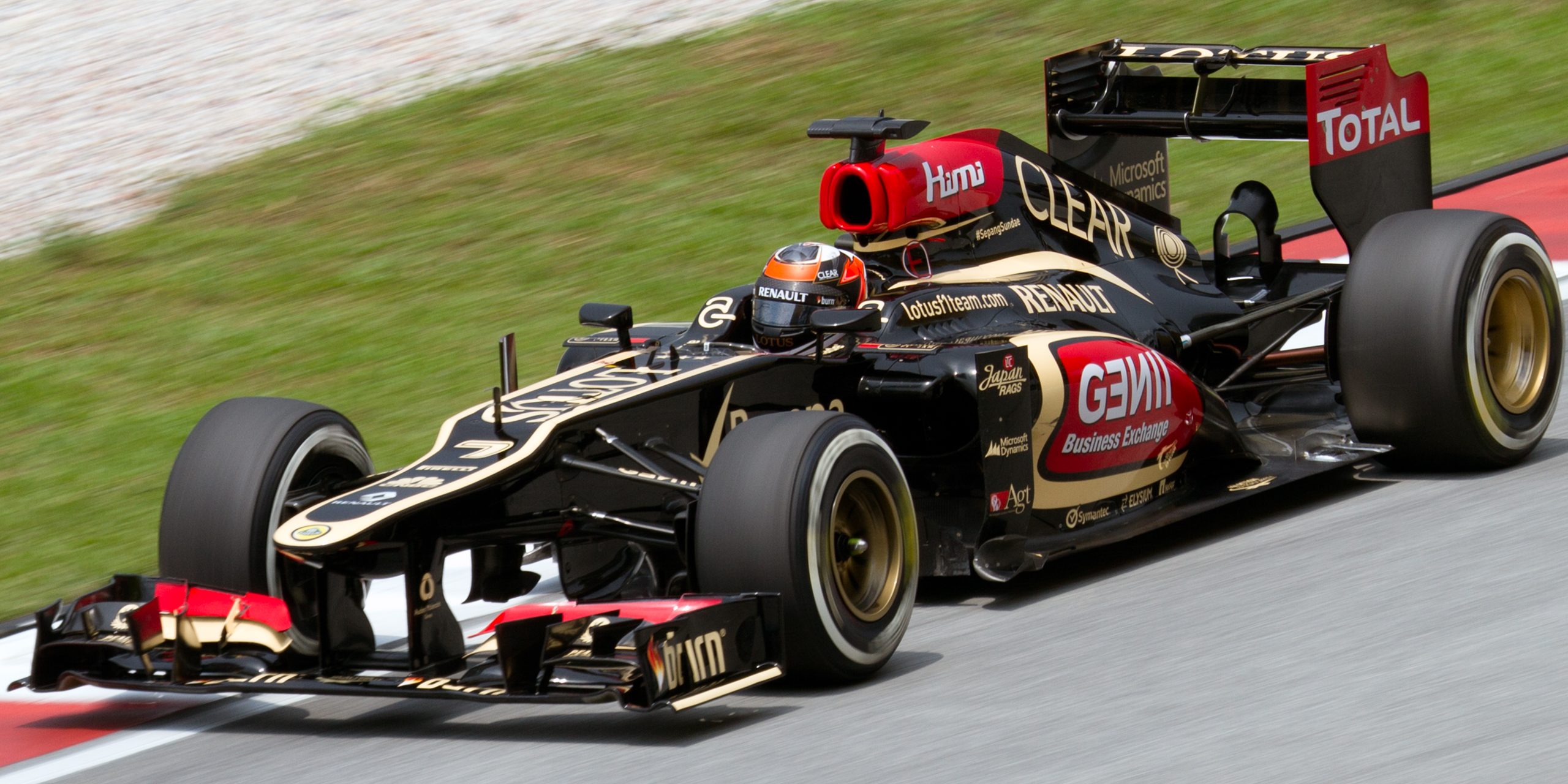
Kimi Räikkönen est rétrogradé de trois place à l'issue de cette session.

Les pilotes s'élancent tous en pneus intermédiaires car il pleut toujours par endroits et il y a désormais beaucoup d'eau sur la piste. Sebastian Vettel réalise le premier temps de référence en 1 min 52 s 576 et devance son coéquipier Mark Webber, son compatriote Nico Rosberg et les pilotes Ferrari Felipe Massa et Fernando Alonso. Les pilotes prennent beaucoup de précautions, les niveaux d'humidité de la piste étant très variés selon les portions et Sutil est beaucoup moins à l'aise que précédemment quand la piste était encore sèche,,. 
La pluie cesse dans les ultimes minutes et certains pilotes, dont les deux Ferrari et Vettel, rentrent changer leurs pneus à trois minutes du drapeau à damier. Les conditions d'adhérence sont fluctuantes, la piste étant très mouillée par endroit et parfaitement sèche à d'autres.
Webber améliore sa performance (1 min 52 s 244) et prend la tête de la séance. Son temps est alors battu par Lewis Hamilton (1 min 51 s 699) puis par Fernando Alonso (1 min 50 s 727). Finalement Sebastian Vettel obtient la pole position en 1 min 49 s 674 et devance Massa et Alonso,,.

### Grille de départ du Grand Prix
| Pos.                                                                                      | Pilote              | Écurie               | Qualifications 1 | Qualifications 2 | Qualifications 3 |
| ----------------------------------------------------------------------------------------- | ------------------- | -------------------- | ---------------- | ---------------- | ---------------- |
| 1                                                                                         | Sebastian Vettel    | Red Bull-Renault     | 1 min 37 s 899   | 1 min 37 s 245   | 1 min 49 s 674   |
| 2                                                                                         | Felipe Massa        | Ferrari              | 1 min 37 s 712   | 1 min 36 s 874   | 1 min 50 s 587   |
| 3                                                                                         | Fernando Alonso     | Ferrari              | 1 min 37 s 314   | 1 min 36 s 877   | 1 min 50 s 727   |
| 4                                                                                         | Lewis Hamilton      | Mercedes             | 1 min 37 s 513   | 1 min 36 s 517   | 1 min 51 s 699   |
| 5                                                                                         | Mark Webber         | Red Bull-Renault     | 1 min 37 s 619   | 1 min 36 s 449   | 1 min 52 s 244   |
| 6                                                                                         | Nico Rosberg        | Mercedes             | 1 min 37 s 239   | 1 min 36 s 190   | 1 min 52 s 519   |
| 7                                                                                         | Kimi Räikkönen      | Lotus-Renault        | 1 min 36 s 959   | 1 min 36 s 640   | 1 min 52 s 970   |
| 8                                                                                         | Jenson Button       | McLaren-Mercedes     | 1 min 37 s 487   | 1 min 37 s 117   | 1 min 53 s 175   |
| 9                                                                                         | Adrian Sutil        | Force India-Mercedes | 1 min 36 s 809   | 1 min 36 s 834   | 1 min 53 s 439   |
| 10                                                                                        | Sergio Pérez        | McLaren-Mercedes     | 1 min 37 s 702   | 1 min 37 s 342   | 1 min 54 s 136   |
| 11                                                                                        | Romain Grosjean     | Lotus-Renault        | 1 min 37 s 363   | 1 min 37 s 636   |                  |
| 12                                                                                        | Nico Hülkenberg     | Sauber-Ferrari       | 1 min 37 s 931   | 1 min 38 s 125   |                  |
| 13                                                                                        | Daniel Ricciardo    | Toro Rosso-Ferrari   | 1 min 37 s 722   | 1 min 38 s 822   |                  |
| 14                                                                                        | Esteban Gutiérrez   | Sauber-Ferrari       | 1 min 37 s 707   | 1 min 39 s 221   |                  |
| 15                                                                                        | Paul di Resta       | Force India-Mercedes | 1 min 37 s 493   | 1 min 44 s 509   |                  |
| 16                                                                                        | Pastor Maldonado    | Williams-Renault     | 1 min 37 s 867   | Pas de temps     |                  |
| 17                                                                                        | Jean-Éric Vergne    | Toro Rosso-Ferrari   | 1 min 38 s 157   |                  |                  |
| 18                                                                                        | Valtteri Bottas     | Williams-Renault     | 1 min 38 s 207   |                  |                  |
| 19                                                                                        | Jules Bianchi       | Marussia-Cosworth    | 1 min 38 s 434   |                  |                  |
| 20                                                                                        | Charles Pic         | Caterham-Renault     | 1 min 39 s 314   |                  |                  |
| 21                                                                                        | Max Chilton         | Marussia-Cosworth    | 1 min 39 s 672   |                  |                  |
| 22                                                                                        | Giedo van der Garde | Caterham-Renault     | 1 min 39 s 932   |                  |                  |
| Temps minimal à réaliser pour la qualification : 1 min 45 s 585 (107 % de 1 min 36 s 809) |                     |                      |                  |                  |                  |

- Kimi Räikkönen, jugé coupable d'avoir gêné Nico Rosberg dans le virage no 14 reçoit trois places de pénalité de la part des commissaires après les qualifications. Qualifié en septième position, il s'élance de la dixième place sur la grille de départ[21],[22].

## Course

### Déroulement de l'épreuve

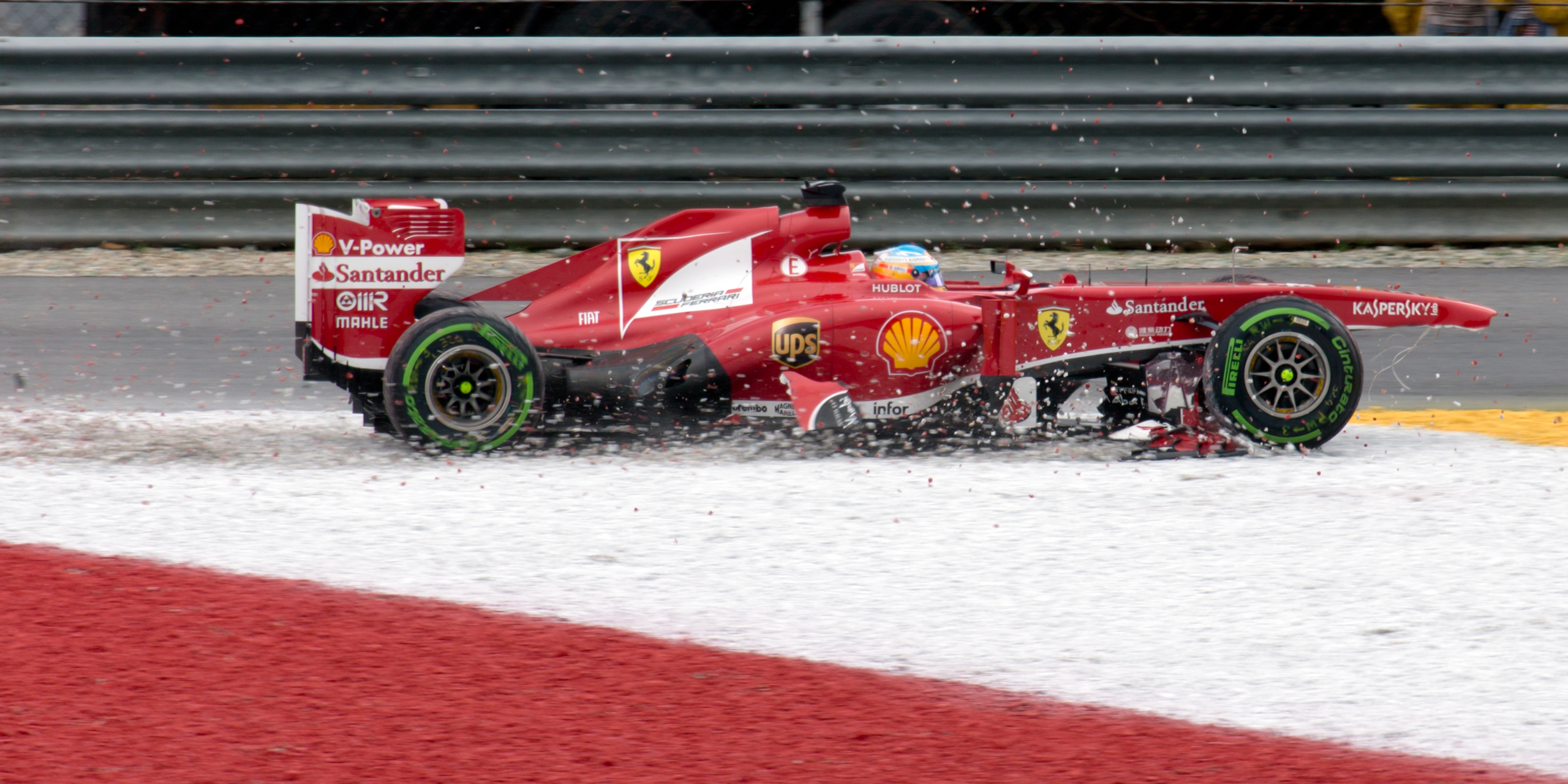
L'abandon de Fernando Alonso.

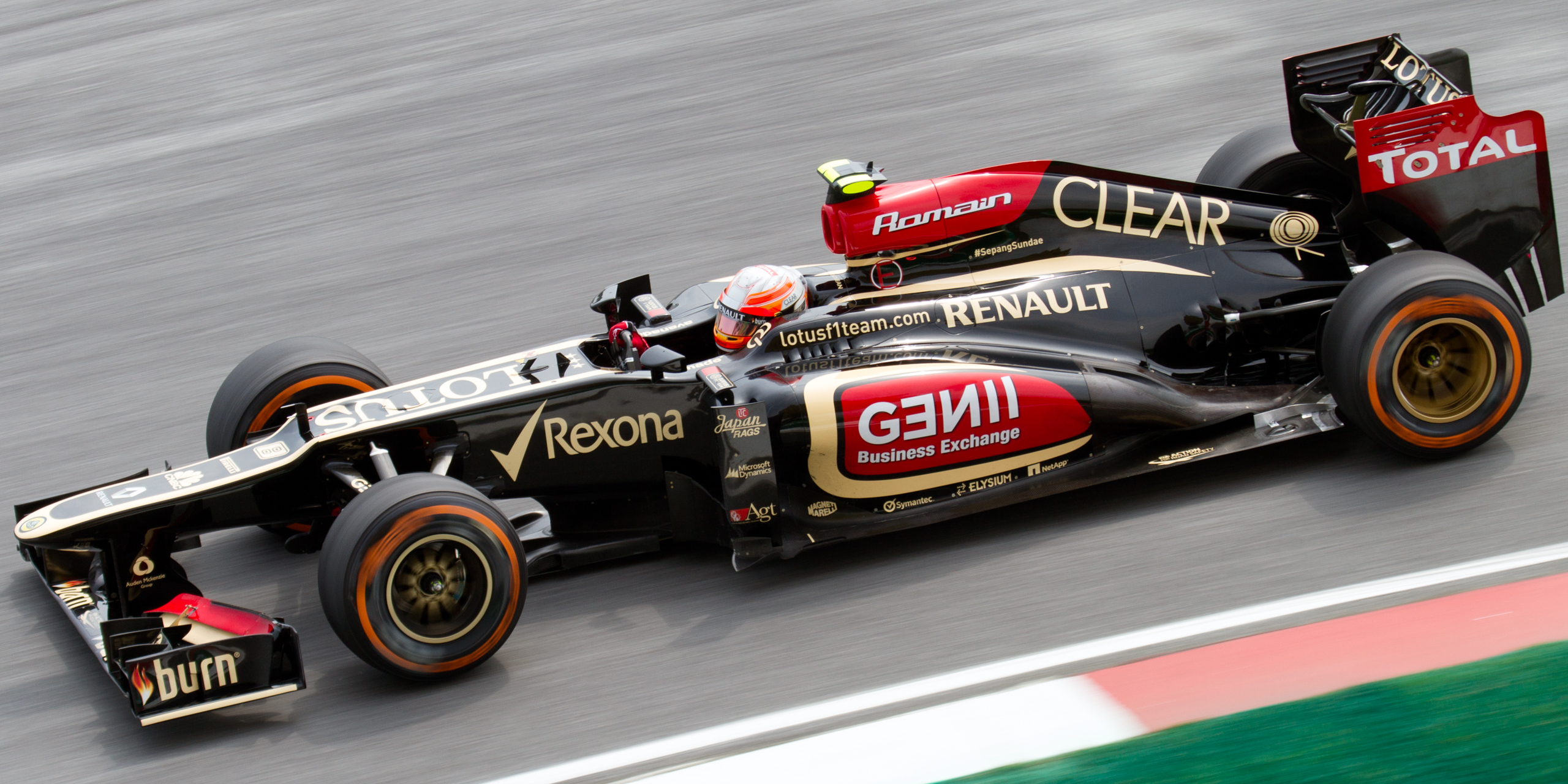
Romain Grosjean se classe sixième de la course.

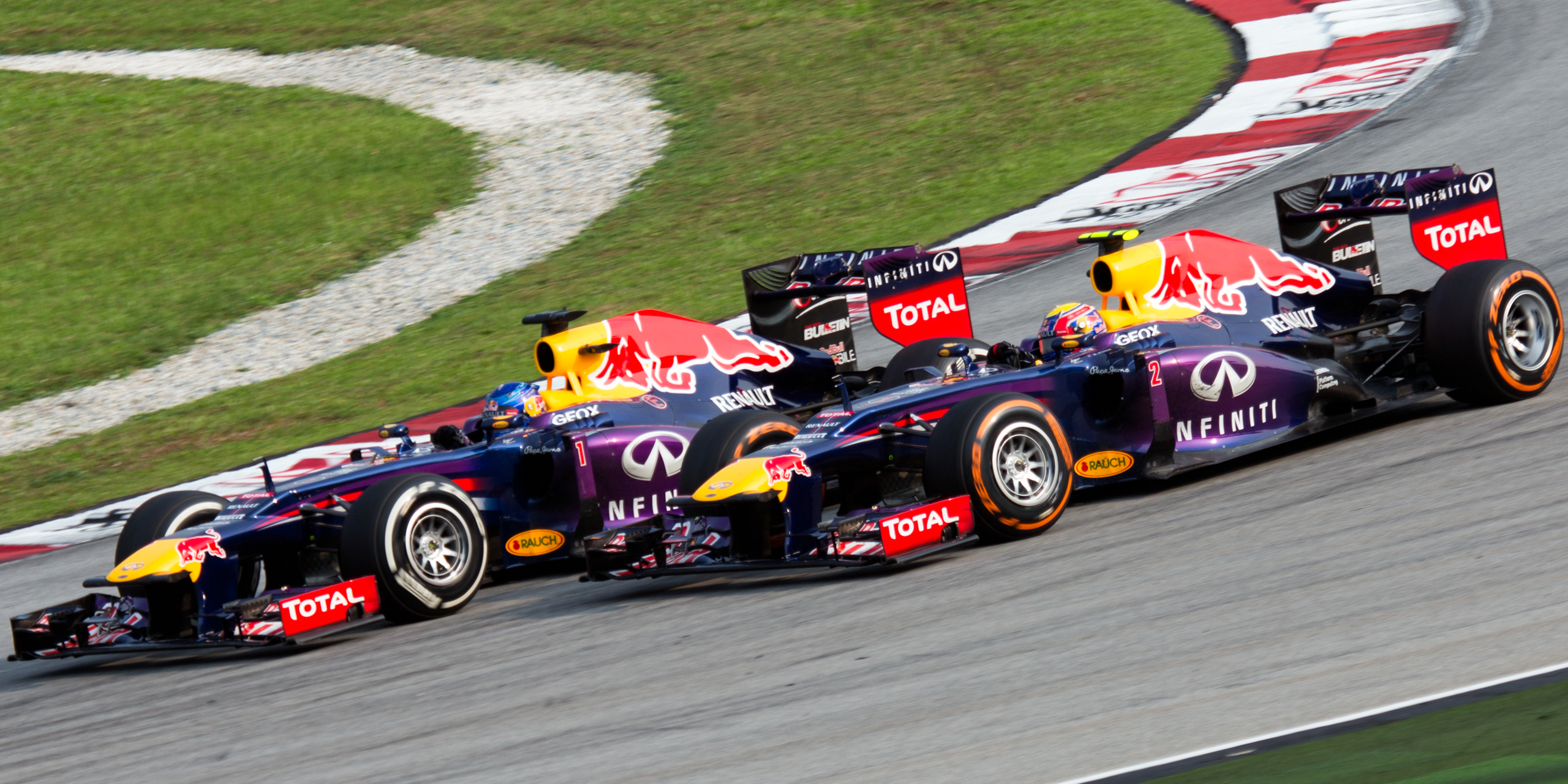
Le dépassement controversé de Vettel sur Webber.

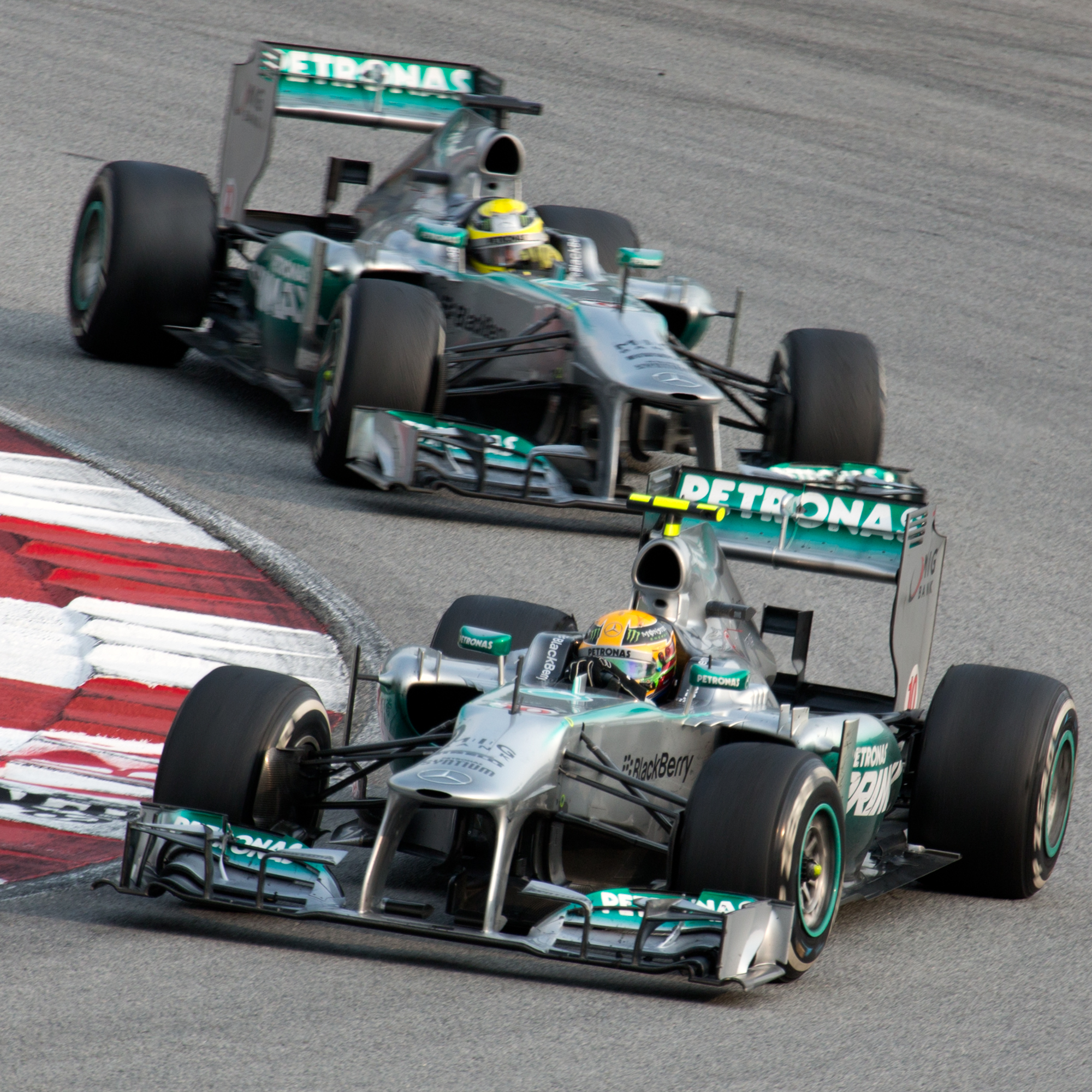
Hamilton et Rosberg se classent troisième et quatrième de la course.

Pendant le tour d'installation, plusieurs pilotes dont Pastor Maldonado, Valtteri Bottas ou Daniel Ricciardo partent en aquaplanage en raison de la piste humide mais rejoignent touterfois la grille de départ. Tous les pilotes s'élancent en pneus intermédiaires car la piste est encore mouillée au moment du départ. Il fait 28 °C en piste et 24 °C dans l'air. Dès l'extinction des feux, Sebastian Vettel, en pole position, s'engouffre en tête dans le premier virage puis effectue un freinage appuyé qui surprend Fernando Alonso, second ; l'Espagnol percute légèrement l'arrière de la Red Bull RB9 de Vettel et abîme son aileron avant qui frotte le sol dans une gerbe d'étincelles. Comme il est dans une stratégie où il doit rentrer tôt au stand pour changer de pneumatiques, Alonso tente le pari de rester en piste malgré son souci d'aileron et d'effectuer un « arrêt groupé » pour changer à la fois de pneus et d'aileron,,.
Dès le premier freinage du second tour, la charge aérodynamique casse complètement l'aileron d'Alonso qui se coince sous ses roues avant, le privant de l'usage de sa direction : l'Espagnol sort de la piste et abandonne. Au deuxième passage sur la ligne de chronométrage, Vettel devance son coéquipier Mark Webber, Lewis Hamilton, Jenson Button, Nico Rosberg, Felipe Massa, Sergio Pérez, Adrian Sutil, Nico Hülkenberg, Daniel Ricciardo, Kimi Räikkönen et Romain Grosjean. Peu après Nico Rosberg prend le dessus sur Jenson Button pour le gain de la quatrième place,,.
Vettel rentre toutefois dès le cinquième tour pour échanger ses pneus intermédiaires pour des « slicks ». Il est immédiatement imité par Massa alors que la piste reste encore très humide. Sutil, victime d'un problème avec un écrou de roue qui ruine sa course, Ricciardo, Räikkönen, Paul di Resta, Pastor Maldonado, Giedo van der Garde, Jules Bianchi, Valtteri Bottas et Max Chilton rentrent au tour suivant ; Webber et Hamilton (qui se trompe de stand et s'arrête chez son ancien employeur McLaren), Button, Hülkenberg, Pérez, Grosjean, Esteban Gutiérrez, Jean-Éric Vergne et Charles Pic au septième tour et Rosberg au huitième. Les mécaniciens de la Scuderia Toro Rosso libèrent Vergne au moment où Pic s'arrête et les deux monoplaces s'accrochent : la Caterham CT03 perd son aileron avant,,.
Au neuvième passage sur la ligne, Webber précède Vettel, Hamilton, Rosberg, Button, Hülkenberg, Massa, Pérez, Grosjean, Räikkönen, Ricciardo, Maldonado, Gutiérrez, Sutil, di Resta, Van der Garde, Bianchi, Bottas, Chilton, Vergne et Pic. Vettel réduit peu à peu son retard sur son coéquipier et, au treizième tour, ne compte plus que 2 secondes de retard. Les pilotes les plus véloces sont Lewis hamilton et Nico Rosberg qui reviennent régulièrement sur les deux Red Bull de tête. Räikkönen, depuis plusieurs tours à l'attaque sur Pérez, trouve l'ouverture dans le quinzième tour. Au dix-huitième passage, Webber compte 2 secondes d'avance sur Vettel, 5 s sur Hamilton, 7 s sur Rosberg et 17 s sur Button ; suivent Hülkenberg, Massa, Grosjean, Räikkönen et Pérez,,.
Webber et Ricciardo changent leurs pneus au tour suivant, Massa, Grosjean, di Resta (victime d'un souci d'écrou de roue comme son coéquipier un peu plus tôt) au vingtième tour, Hamilton, Button, Hülkenberg et Räikkönen au suivant, Vettel, Rosberg, Pérez, Sutil (nouvel ennui d'écrou de roue), Gutiérrez et Bottas au vingt-deuxième. Di Resta et Sutil ont désormais un tour de retard sur les leaders (Paul di Resta abandonne finalement au vingt-troisième tour). Au vingt-sixième passage, Webber a moins d'une demi-seconde d'avance sur Vettel, 2 s sur Hamilton, 4 s sur Rosberg, 14 s sur Button, 24 s sur Massa, 25 s sur Grosjean, 26 s sur Hülkenberg, 27 s sur Räikkönen et 32 s sur Pérez. Webber est le seul pilote de pointe à avoir choisi de passer des pneus durs,,. 
Vettel se trouve désormais sous la menace directe des deux pilotes Mercedes (Hamilton est à moins de 2 secondes et Rosberg a petit à petit grappillé plus de 4 secondes) et indique à son équipe qu'il trouve Webber trop lent devant lui alors que l'Australien tourne légèrement plus vite que lui. Pendant ce temps, Sutil abandonne, aucune Force India ne termine donc la course. Hamilton s'arrête au trentième tour pour changer ses pneus, Webber et Rosberg au tour suivant, Vettel au trente-deuxième (et reprend la piste derrière Webber et Hamilton), Massa et Pérez au suivant, Hulkenberg, Räikkönen au trente-quatrième, Button (éphémère leader de la course) et Grosjean au suivant. La roue avant droite de Button ayant été mal fixée, le pilote doit s'arrêter dans la voie des stands et être poussé vers son stand par ses mécaniciens afin de procéder à la fixation correcte de la roue et perd plus de deux minutes,,.
Au trente-huitième passage, Webber et Vettel mènent la course avec 6 secondes d'avance sur les deux pilotes Mercedes ; Massa est cinquième à plus de trente secondes. Hamilton effectue son dernier arrêt au quarante-et-unième passage, Vettel et Rosberg au tour suivant, Webber au quarante-troisième et Hülkenberg au suivant. En tête de la course, l'écart s'est réduit entre Mark Webber en pneus durs et Sebastian Vettel en pneus tendres. Une consigne d'écurie communiquée par radio sous le nom de code Multi 21 intime aux pilotes de conserver leurs positions afin d'assurer un doublé. Vettel choisit néanmoins de l'outrepasser et attaque Webber qui résiste pendant plusieurs virages avant de céder le commandement à son coéquipier,,.
Massa change de pneus pour la dernière fois au quarante-septième tour et, au tour suivant, Vettel devance Webber de moins de 3 secondes ; Hamilton et Rosberg suivent à 12 s, Grosjean est à 27 s et Räikkönen à 37 s, devant Pérez, Massa, Hülkenberg et Gutiérrez. Rosberg indique à son équipe qu'il est plus rapide que son équipier obligé de ralentir son rythme pour économiser de l'essence en vue de l'arrivée. L'écurie lui interdit pourtant d'effectuer le dépassement,,.
Sebastian Vettel remporte la victoire et prend la tête du championnat. Webber termine deuxième et Hamilton complète le podium ; suivent pour les points Rosberg, Massa, Grosjean, Räikkönen, Hülkenberg, Pérez et Vergne,,. Dans la chambre de repos, Mark Webber, furieux, répète plusieurs fois « Multi 21 » à Vettel, et les relations entre les deux pilotes sont durablement dégradées.

### Classement de la course
| Pos. | no | Pilote              | Écurie               | Tours | Temps/Abandon                      | Grille | Points |
| ---- | -- | ------------------- | -------------------- | ----- | ---------------------------------- | ------ | ------ |
| 1    | 1  | Sebastian Vettel    | Red Bull-Renault     | 56    | 1 h 38 min 56 s 681 (188,231 km/h) | 1      | 25     |
| 2    | 2  | Mark Webber         | Red Bull-Renault     | 56    | + 4 s 298                          | 5      | 18     |
| 3    | 10 | Lewis Hamilton      | Mercedes             | 56    | + 12 s 181                         | 4      | 15     |
| 4    | 9  | Nico Rosberg        | Mercedes             | 56    | + 12 s 640                         | 6      | 12     |
| 5    | 4  | Felipe Massa        | Ferrari              | 56    | + 25 s 648                         | 2      | 10     |
| 6    | 8  | Romain Grosjean     | Lotus-Renault        | 56    | + 35 s 564                         | 11     | 8      |
| 7    | 7  | Kimi Räikkönen      | Lotus-Renault        | 56    | + 48 s 479                         | 10     | 6      |
| 8    | 11 | Nico Hülkenberg     | Sauber-Ferrari       | 56    | + 53 s 044                         | 12     | 4      |
| 9    | 6  | Sergio Pérez        | McLaren-Mercedes     | 56    | + 1 min 12 s 357                   | 9      | 2      |
| 10   | 18 | Jean-Éric Vergne    | Toro Rosso-Ferrari   | 56    | + 1 min 27 s 124                   | 17     | 1      |
| 11   | 17 | Valtteri Bottas     | Williams-Renault     | 56    | + 1 min 28 s 610                   | 18     |        |
| 12   | 12 | Esteban Gutiérrez   | Sauber-Ferrari       | 55    | + 1 tour                           | 14     |        |
| 13   | 22 | Jules Bianchi       | Marussia-Cosworth    | 55    | + 1 tour                           | 19     |        |
| 14   | 20 | Charles Pic         | Caterham-Renault     | 55    | + 1 tour                           | 20     |        |
| 15   | 21 | Giedo van der Garde | Caterham-Renault     | 55    | + 1 tour                           | 22     |        |
| 16   | 23 | Max Chilton         | Marussia-Cosworth    | 54    | + 2 tours                          | 21     |        |
| 17   | 5  | Jenson Button       | McLaren-Mercedes     | 53    | Abandon volontaire                 | 7      |        |
| 18   | 19 | Daniel Ricciardo    | Toro Rosso-Ferrari   | 51    | Échappement                        | 13     |        |
| Abd. | 16 | Pastor Maldonado    | Williams-Renault     | 45    | Alternateur (SREC)                 | 16     |        |
| Abd. | 15 | Adrian Sutil        | Force India-Mercedes | 27    | Écrou de roue                      | 8      |        |
| Abd. | 14 | Paul di Resta       | Force India-Mercedes | 22    | Écrou de roue                      | 15     |        |
| Abd. | 3  | Fernando Alonso     | Ferrari              | 2     | Accident                           | 3      |        |

### Pole position et record du tour
- Pole position :  Sebastian Vettel (Red Bull-Renault) en 1 min 49 s 674 (181,946 km/h)[28].
- Meilleur tour en course :  Sergio Pérez (McLaren-Mercedes) en 1 min 39 s 199 (201,159 km/h) au cinquante-sixième tour[29].

### Tours en tête
- Sebastian Vettel : 21 tours (1-4 / 19-22 / 31-32 / 46-56)[30].
- Mark Webber : 32 tours (5-7 / 9-18 / 23-30 / 35-45)
- Nico Rosberg : 1 tour (8)
- Jenson Button : 2 tours (33-34)

## Classements généraux à l'issue de la course
| Pos. | Pilote           | Écurie               | Points |
| ---- | ---------------- | -------------------- | ------ |
| 1    | Sebastian Vettel | Red Bull-Renault     | 40     |
| 2    | Kimi Räikkönen   | Lotus-Renault        | 31     |
| 3    | Mark Webber      | Red Bull-Renault     | 26     |
| 4    | Lewis Hamilton   | Mercedes             | 25     |
| 5    | Felipe Massa     | Ferrari              | 22     |
| 6    | Fernando Alonso  | Ferrari              | 18     |
| 7    | Nico Rosberg     | Mercedes             | 12     |
| 8    | Romain Grosjean  | Lotus-Renault        | 9      |
| 9    | Adrian Sutil     | Force India-Mercedes | 6      |
| 10   | Paul di Resta    | Force India-Mercedes | 4      |
| 11   | Nico Hülkenberg  | Sauber-Ferrari       | 4      |
| 12   | Jenson Button    | McLaren-Mercedes     | 2      |
| 13   | Sergio Pérez     | McLaren-Mercedes     | 2      |
| 14   | Jean-Éric Vergne | Toro Rosso-Ferrari   | 1      |

| Pos. | Écurie               | Points |
| ---- | -------------------- | ------ |
| 1    | Red Bull-Renault     | 66     |
| 2    | Lotus-Renault        | 40     |
| 3    | Ferrari              | 40     |
| 4    | Mercedes             | 37     |
| 5    | Force India-Mercedes | 10     |
| 6    | McLaren-Mercedes     | 4      |
| 7    | Sauber-Ferrari       | 4      |
| 8    | Toro Rosso-Ferrari   | 1      |

## Statistiques
Le Grand Prix de Malaisie 2013 représente :
- la 38e pole position de sa carrière pour Sebastian Vettel[33] ;
- la 27e victoire de sa carrière pour Sebastian Vettel[34] ;
- la 35e victoire pour Red Bull Racing en tant que constructeur[35] ;
- le 13e doublé pour Red Bull Racing en tant que constructeur[36] ;
- la 153e victoire pour Renault en tant que motoriste[37] ;
- le 50e podium de sa carrière pour Lewis Hamilton[38].

Au cours de ce Grand Prix :
- Romain Grosjean passe la barre des 100 points inscrits en championnat du monde (105 points)[39] ;
- Derek Warwick (146 Grands Prix disputés entre 1981 et 1993, 4 podiums, 2 meilleurs tours et 76 points inscrits, champion du monde d'endurance et vainqueur des 24 Heures du Mans 1992) est nommé assistant des commissaires de course pour ce Grand Prix.